# بوشيني مائل
بوشيني مائل (الاسم العلمي: Puccinia obliqua) هو نوع من الفطريات يتبع جنس البوشيني من فصيلة البوشينية.